# Team BikeExchange-Jayco/2022
Deze pagina geeft een overzicht van de UCI World Tour wielerploeg Team BikeExchange Jayco in 2022.

## Algemeen
Sponsors: BikeExchange, Jayco
Algemeen manager: Brent Copeland
Teammanager: Matthew White
Ploegleiders: Vittorio Algeri, Gene Bates, Mathew Hayman, Tristan Hoffman, David McPartland, Marco Pinotti, Andrew Smith, Brian Stephens, Pieter Weening
Fietsen: Giant

## Renners
| Naam                    | Geboortedatum | Nationaliteit       | Ploeg 2021                       |
| ----------------------- | ------------- | ------------------- | -------------------------------- |
| Alexandre Balmer        | 04-05-2000    | Zwitserland         | Equipe continentale Groupama-FDJ |
| Jack Bauer              | 07-04-1987    | Nieuw-Zeeland       |                                  |
| Sam Bewley              | 22-07-1987    | Nieuw-Zeeland       |                                  |
| Kevin Colleoni          | 11-11-1999    | Italië              |                                  |
| Lawson Craddock         | 20-02-1992    | Verenigde Staten    | EF Education-Nippo               |
| Luke Durbridge          | 09-04-1991    | Australië           |                                  |
| Alexander Edmondson     | 22-12-1993    | Australië           |                                  |
| Dylan Groenewegen       | 21-06-1993    | Nederland           | Team Jumbo-Visma                 |
| Tsgabu Grmay            | 25-08-1991    | Ethiopië            |                                  |
| Kaden Groves            | 23-12-1998    | Australië           |                                  |
| Lucas Hamilton          | 12-02-1996    | Australië           |                                  |
| Michael Hepburn         | 17-08-1991    | Australië           |                                  |
| Damien Howson           | 13-08-1992    | Australië           |                                  |
| Amund Grøndahl Jansen   | 11-02-1994    | Noorwegen           |                                  |
| Christopher Juul-Jensen | 06-07-1989    | Denemarken          |                                  |
| Tanel Kangert           | 11-03-1987    | Estland             |                                  |
| Alexander Konysjev      | 25-07-1998    | Italië              |                                  |
| Jan Maas                | 19-02-1996    | Nederland           | Leopard Pro Cycling              |
| Michael Matthews        | 26-09-1990    | Australië           |                                  |
| Cameron Meyer           | 12-02-1996    | Australië           |                                  |
| Luka Mezgec             | 27-06-1988    | Slovenië            |                                  |
| Kelland O'Brien         | 22-05-1998    | Australië           | -                                |
| Jesús David Peña        | 08-05-2000    | Colombia            | -                                |
| Elmar Reinders*         | 14-03-1992    | Nederland           | Riwal Cycling Team               |
| Nick Schultz            | 13-09-1994    | Australië           |                                  |
| Callum Scotson          | 10-08-1996    | Australië           |                                  |
| Dion Smith              | 03-03-1994    | Nieuw-Zeeland       |                                  |
| Matteo Sobrero          | 14-05-1997    | Italië              | Astana Qazaqstan                 |
| Campbell Stewart        | 12-05-1998    | Australië           | Black Spoke Pro Cycling Academy  |
| Simon Yates             | 07-08-1992    | Verenigd Koninkrijk |                                  |

* vanaf 23/8

### Stagiairs
Per 1 augustus 2022
| Naam                | Geboortedatum | Nationaliteit | Vorige ploeg              |
| ------------------- | ------------- | ------------- | ------------------------- |
| Marceli Bogusławski | 07-09-1997    | Polen         | HRE Mazowsze Serce Polski |
| Davide De Pretto    | 19-04-2002    | Italië        | Zalf Euromobil Fior       |
| Anders Foldager     | 27-07-2001    | Denemarken    | Biesse-Carrera            |

### Vertrokken
| Naam             | Geboortedatum | Nationaliteit    | Ploeg 2022                         |
| ---------------- | ------------- | ---------------- | ---------------------------------- |
| Brent Bookwalter | 16-02-1984    | Verenigde Staten | Gestopt                            |
| Esteban Chaves   | 17-01-1990    | Colombia         | EF Education-Nippo                 |
| Mikel Nieve      | 26-05-1984    | Spanje           | Caja Rural-Seguros RGA             |
| Barnabás Peák    | 29-11-1998    | Hongarije        | Intermarché-Wanty-Gobert Matériaux |
| Robert Stannard  | 16-09-1998    | Australië        | Alpecin-Fenix                      |
| Andrej Zejts     | 14-12-1986    | Kazachstan       | Astana Qazaqstan                   |

## Overwinningen
| Nationale kampioenschappen wielrennen Verenigde staten - tijdrit: Lawson Craddock Ronde van Saoedi-Arabië 3e etappe: Dylan Groenewegen 5e etappe: Dylan Groenewegen Puntenklassement: Dylan Groenewegen Parijs-Nice 8e etappe: Simon Yates Ronde van Catalonië 1e etappe: Michael Matthews 2e etappe: Kaden Groves Puntenklassement: Kaden Groves Ronde van Turkije 2e etappe: Kaden Groves | Ronde van Asturië 1e etappe: Simon Yates 3e etappe: Simon Yates Puntenklassement: Simon Yates Ronde van Italië 2e etappe (ITT): Simon Yates 14e etappe: Simon Yates 21e etappe: Matteo Sobrero Ronde van Hongarije 4e etappe: Dylan Groenewegen Veenendaal-Veenendaal Classic Dylan Groenewegen | Ronde van Slovenië 2e etappe: Dylan Groenewegen Ronde van Zwitserland Puntenklassement: Michael Matthews Ronde van Frankrijk 3e etappe: Dylan Groenewegen Prueba Villafranca de Ordizia Simon Yates Ronde van Castilië en León 2e etappe: Simon Yates Eindklassement: Simon Yates Arctic Race of Norway 2e etappe: Dylan Groenewegen Ronde van Spanje 11e etappe: Kaden Groves |

Mannen: 2012 · 2013 · 2014 · 2015 · 2016 · 2017 · 2018 · 2019 · 2020 · 2021 · 2022 · 2023 · 2024  · 2025
Vrouwen: 2012 · 2013 · 2014 · 2015 · 2016 · 2017 · 2018 · 2019 · 2020 · 2021 · 2022 · 2023 · 2024 · 2025
AG2R-Citroën · Astana Qazaqstan · Bahrain Victorious · BORA-hansgrohe · Cofidis · EF Education-EasyPost · Groupama-FDJ · INEOS Grenadiers · Intermarché-Wanty-Gobert Matériaux · Israel-Premier Tech · Lotto Soudal · Movistar Team · Quick Step-Alpha Vinyl · Team BikeExchange Jayco · Team DSM · Team Jumbo-Visma · Trek-Segafredo · UAE Team Emirates